# Зейналов, Сабир Эльниз оглы
Сабир Эльниз оглы Зейналов (азерб. Sabir Elniz oğlu Zeynalov) — азербайджанский паратхэквондист, выступающий в категории инвалидности K44 и весовой категории до 58 кг, бронзовый призёр Паралимпийских игр 2024 года, чемпионата мира 2021 года и чемпионатов Европы 2022 и 2023 гг. Мастер спорта Азербайджанской Республики (2023).

## Биография
В декабре 2021 в 16-летнем возрасте Сабир Зейналов выиграл бронзу на чемпионате мира в Стамбуле, одолев серебряного медалиста Токио 2020.
В марте 2022 года стал вторым на Кубке президента в Тегеране. В мае этого же года выиграл бронзу чемпионата Европы в Манчестере. В сентябре 2022 года Зейналов завоевал серебряную медаль на Гран-при в Париже. В октябре этого же года Зейналов стал третьим на Гран-при в Манчестере. В декабре 2022 года спортсмен выиграл финальный этап Гран-при в Эр-Рияде.
В апреле 2023 года получил звание Мастера спорта Азербайджана.
В июле 2023 года Зейналов выиграл бронзу открытого чемпионата Европы в городе Монтаржи во Франции, на которой были разыграны рейтинговые очки на летние Паралимпийские игры 2024 в Париже.
В августе 2023 года Зейналов завоевал бронзу чемпионата Европы в Роттердаме. В этом же месяце он стал бронзовым призёром Гран-при в Париже.
В сентябре 2023 года Зейналов стал победителем Гран-при по паратаэквондо в Мексике. В декабре этого же года выиграл чемпионат Азербайджана. В январе 2024 года Зейналов занимал третье место в мировом рейтинге. 12 января 2024 стало известно, что Сабир Зейналов (58 кг) завоевал лицензию на летние Паралимпийские игры 2024. В феврале 2024 года Сабир стал бронзовым призёром Кубка президента в Тегеране.
В мае 2024 года завоевал серебряную медаль на Открытом чемпионате Азии во вьетнамском Дананге.
29 августа 2024 года выступил на летних Паралимпийских играх в Париже. Одолев в четвертьфинале спортсмена из Японии Мицую Танака, в полуфинале Зейналов уступил двукратному чемпиону Европы Али Джану Озджану из Турции. В схватке за бронзу азербайджанский паратхэквондист победил представителя Таиланда Танву Каенхама и стал первым в истории спортсменом Азербайджана, взявшим медаль состязаний по паратхэквондо на Паралимпийских играх. Медаль Зейналова стала также первой медалью Азербайджана на Играх 2024 года в Париже.
Распоряжением президента Азербайджанской Республики Ильхама Алиева от 10 сентября 2024 года Сабир Зейналов за высокие достижения на XVII летних Паралимпийских играх в городе Париж Франции и заслуги в развитии азербайджанского спорта был награждён орденом «За службу Отечеству» III степени. Указом президента, датированным тем же днем, ему также была присуждена денежная премия в размере 50 000 манатов за третье место на Паралимпийских играх, а его тренер получил премию в размере 25 000 манатов.